# Distretto di Lomas
Il distretto di Lomas è uno dei tredici distretti della provincia di Caravelí, in Perù. Si trova nella regione di Arequipa e si estende su una superficie di 452,72 chilometri quadrati.

Istituito il 22 ottobre 1935, ha per capitale la città di Lomas; al censimento 2005 contava  919 abitanti.